# SGS Institut Fresenius
Die SGS Institut Fresenius GmbH ist seit 2003 eine Tochtergesellschaft der SGS Société Générale de Surveillance Holding (Deutschland) GmbH, der deutschen Tochtergesellschaft des Schweizer SGS-Konzerns. Unternehmensschwerpunkt sind Dienstleistungen in der nicht-medizinischen Laboranalytik. Die SGS-Gruppe ist nach eigenen Angaben das weltweit führende Unternehmen in den Bereichen Prüfen, Testen, Verifizieren und Zertifizieren und gehört zu den führenden Anbietern für nicht-medizinische Laboranalytik in Europa.
Die SGS Institut Fresenius gehört nicht zum deutschen Medizintechnik- und Gesundheitsunternehmen Fresenius.

## Geschichte
1848 erfolgte die Gründung des Chemischen Laboratoriums Fresenius Wiesbaden mit verbundener Unterrichtsabteilung durch Carl Remigius Fresenius. Im Jahr 1888 wurde die erste hygienisch-bakteriologische Abteilung Deutschlands an das Chemische Laboratorium Fresenius angegliedert. Nach dem Zweiten Weltkrieg wurden 1945 die Wasser-, Umwelt- und Lebensmitteluntersuchungen wieder aufgenommen. Zwischen 1975 und 2002 erfolgte der Ausbau des Hauptsitzes in Taunusstein im Rheingau-Taunus-Kreis in Hessen und die Erweiterung der Arbeitsfelder (Pharma und Agrar).

## Institut-Fresenius-Qualitätssiegel
Das Institut-Fresenius-Qualitätssiegel wird seit 1973 an Produkte der Lebensmittelindustrie, aber auch an Produkte der Kosmetik-, Hygiene-, Reinigungs- und Gebrauchsgegenständeindustrie verliehen. Untersucht wird der gesamte Herstellungsprozess: Von den Rohstoffen und den Lieferanten über das Produkt an sich bis hin zur Verpackung. Die Qualitätskontrollen durch die Inspektoren vom Institut Fresenius erfolgen in regelmäßigen Abständen, aber auch unangekündigt. So soll garantiert werden, dass die Qualität so bleibt, wie sie ursprünglich bei der Untersuchung zur Siegelvergabe ermittelt, festgelegt und zertifiziert wurde.

## Die Akademie Fresenius
Dieses Tochterunternehmen von SGS Institut Fresenius und Carl Remigius Fresenius Education organisiert Fachkonferenzen und Fachkongresse. Sie finden international statt und sind sowohl deutsch- als auch englischsprachig. Die Akademie  Fresenius wurde 1994 gegründet und hat ihren Sitz in Dortmund.

## Engagement
Zur Förderung von Nachwuchsforschern werden Anreizsysteme an der Universität Hamburg finanziert.